# Teller (Alasca)
Teller é uma cidade localizada no estado americano de Alasca, no Distrito de Nome.

## Demografia
Segundo o censo americano de 2000, a sua população era de 268 habitantes. Em 2006, a estimativa da população permanecia igual.

## Geografia
De acordo com o United States Census Bureau, a cidade tem uma área de 5,5 km², dos quais 5,0 km² cobertos por terra e 0,5 km² cobertos por água.

## Localidades na vizinhança
O diagrama seguinte representa as localidades num raio de 96 km ao redor de Teller.